# علة (منطق)
العلة في اصطلاح الحكماء عبارة عن العلة العقلية وهي ما يحتاج إليه الشيء إما في ماهيته كالمادة والصورة أو في وجوده كالغاية والفاعل والموضوع وذلك الشيء المحتاج يسمى معلولا وهذا أولى مما قيل العلة ما يحتاج إليه الشيء في وجوده لعدم توهم خروج علة الماهية عنه.

## التقسيم
العلة على قسمين علة تامة وتسمى علة مستقلة أيضا وعلة غير تامة وتسمى علة ناقصة وغير مستقلة.

### العلة التامة
العلة التامة عبارة عن جميع ما يحتاج إليه الشيء في ماهيته ووجوده أو في وجوده فقط كما في المعلول البسيط والناقصة ما لا يكون كذلك ومعناه أن لا يبقى هناك أمر آخر يحتاج إليه لا بمعنى أن تكون مركبة من عدة أمور البتة وذلك لأن العلة التامة قد تكون علة فاعلية إما وحدها كالفاعل الموجب الذي صدر عنه بسيط إذا لم يكن هناك شرط يعتبر وجوده ولا مانع يعتبر عدمه وإما إمكان الصادر فهو معتبر في جانب المعلول ومن تتمته فإنا إذا وجدنا ممكنا طلبنا علته فكأنه قيل العلة ما يحتاج إليه الشيء الممكن الخ فلا يعتبر في جانب العلة. وأما التأثير والاحتياج والوجود المطلق الزائد على ذاته تعالى والوجوب السابق فليس شيء منها مما يحتاج إليه المعلول بل هي أمور إضافية ينتزعها العقل من استتباع وجود العلة لوجود المعلول وحكم العقل بأنه أمكن فاحتاج فأثر فيه الفاعل فوجب وجوده فوجد إنما هو في الملاحظة العقلية وليس في الخارج إلا المعلول الممكن والعلة الموجبة لوجوده فتدبر. وإما مع الغاية كما في البسيط الصادر عن المختار. وقد تكون مجتمعة من الأمور الأربعة أو الثلاثة كما في المركب الصادر عن المختار والمركب الصادر عن الموجب. وقد تطلق العلة التامة على الفاعل المستجمع لشرائط التأثير.

### العلة الناقصة
العلة الناقصة أربعة أقسام لأنها إما جزء الشيء أو خارج عنه والأول إن كان به الشيء بالفعل فهو الصورة وإن كان به الشيء بالقوة فهو المادة. 

#### العلة الصورية
العلة الصورية ما به الشيء بالفعل أي ما يقارن لوجوده وجود الشيء بمعنى أن لا يتوقف بعد وجوده على شيء آخر. فالباء في به للملابسة فخرج مادة الأفلاك والأجزاء الصورية والجزء الصوري لمادة المركب كصورة الخشب للسرير فإنها أجزاء مادية بالنسبة إلى المركب فإن العلة الصورية للسرير هي الهيئة السريرية وحمل الباء على السببية القريبة يحتاج إلى القول بأن العلة التامة والفاعل سببان بعيدان بواسطة الصورة. لا يقال صورة السيف قد تحصل في الخشب مع أن السيف ليس حاصلا بالفعل لعدم ترتب آثار السيف عليه لأنا نقول الصورة السيفية المعينة الحاصلة في الحديد المعين إذا حصلت شخصها حصل السيف بالفعل قطعا وليست الحاصلة في الخشب عين تلك الصورة بل فرد آخر من نوعها به يتحقق بالفعل ما يشبه السيف. وأيضا الآثار المترتبة على السيف الحديدي ليست آثارا لنوع السيف بل لصنفه وهو السيف الحديدي فتدبر.

#### العلة المادية
العلة المادية ما به الشيء بالقوة كالخشب للسرير وليس المراد بالعلة الصورية والمادية في عباراتهم ما يختص بالجواهر من المادة والصورة الجوهريتين بل ما يعمهما وغيرهما من أجزاء الأعراض التي لا يوجد بها إلا الأعراض إما بالفعل أو بالقوة. فإطلاق المادة والصورة على العلة المادية والصورية مبني على التسامح وهاتان العلتان أي المادة والصورة علتان للماهية داخلتان في قوامها كما أنهما علتان للوجود أيضا فتختصان باسم علة الماهية تمييزا لهما عن الباقيين أي الفاعل والغاية المتشاركين لهما في علة الوجود وباسم الركن أيضا. وفي الرشيدية العلة ما يحتاج إليه الشيء في ماهيته بأن لا يتصور ذلك الشيء بدونه كالقيام والركوع في الصلاة وتسمى ركنا أو في وجوده بأن كان مؤثرا فيه فلا يوجد بدونه كالمصلي لها أي الصلاة انتهى. والثاني أي ما يكون خارجا عن المعلول إما ما به الشيء وهو الفاعل والمؤثر فالفاعل هو المعطي لوجود الشيء فالباء للسببية كالنجار للسرير والمجموع من الواجب والممكن وإن كان فاعله جزءا منه لكن ليس فاعليته إلا باعتبار فاعليته لممكن فيكون خارجا عن المعلول وإما ما لأجله الشيء وهو الغاية أي العلة الغائية كالجلوس على السرير للسرير وهاتان العلتان تختصان باسم علة الوجود لتوقفه عليهما دون الماهية. ثم الأولى لا توجد إلا للمركب وهو ظاهر والثانية لا تكون إلا للفاعل المختار. وإن كان الفاعل المختار يوجد بدونها كالواجب تعالى عند الأشعرية فالموجب لا يكون لفعله غاية وإن جاز أن يكون لفعله حكمة وفائدة وقد تسمى فائدة فعل الموجب غاية أيضا تشبيها لها بالغاية الحقيقية التي هي غاية للفعل وغرض مقصود للفاعل. والغاية علة لعلية العلة الفاعلية أي أنها تفيد فاعلية الفاعل إذ هي الباعثة للفاعل على الإيجاد ومتأخرة وجودا عن المعلول في الخارج إذ الجلوس على السرير إنما يكون بعد وجود السرير في الخارج لكن يتقدم عليه في العقل.